# Eroberung von Damaskus (635)
Die Eroberung von Damaskus fand im Jahr 635 n. Chr. durch Truppen des sich formierenden Islamischen Kalifats statt. Aufgrund der Quellenlage sind jedoch mehrere Details umstritten.

## Vorgeschichte
628/29 war der letzte und größte römisch-persische Krieg zu Ende gegangen, nachdem der oströmische Kaiser Herakleios einen erfolgreichen Feldzug in Mesopotamien geführt hatte und das neupersische Sassanidenreich nach der Schlacht bei Ninive im politischen Chaos versunken war. Etwa zur selben Zeit entstand auf der arabischen Halbinsel mit dem Islam eine neue Religion und damit einhergehend eine neue territoriale Macht. Nach dem Tod des Propheten Mohammed im Jahr 632 folgte Abu Bakr als erster Kalif nach. Nachdem er einige interne Revolten niedergeschlagen hatte, begann Abu Bakr sein Reich über die Grenzen Arabiens hinaus auszudehnen.
Die nun einsetzende Islamische Expansion wurde durch die Schwäche der beiden Großmächte Ostrom und Persien erheblich begünstigt. Der arabische Vormarsch im syrisch-palästinensischen Raum 633/34 war zwar zunächst mit einigen Rückschlägen verbunden, verlief aber schließlich erfolgreich. Übereinstimmung besteht darüber, dass bei der Invasion Syriens vier arabische Kommandeure eine führende Rolle spielten: ʿAmr ibn al-ʿĀs, Yazīd ibn Abī Sufyān, Schurahbīl ibn Hasana und Abū ʿUbaida ibn al-Dscharrāh. Nach al-Wāqidī hatte Abū Bakr vorher jedem der vier ein bestimmtes Operationsgebiet zugeteilt. Nach diesem ursprünglichen Plan war es die Aufgabe Yazīds, die Stadt Damaskus zu erobern.
Erste Vorstöße auf das Gebiet von Damaskus erfolgten dann aber durch Chālid ibn al-Walīd, der im Frühjahr 634 vom Irak her nach Syrien vordrang. Es wird berichtet, dass er im April 634 die Banū Ghassān in Mardsch Rāhit überfiel, als sie gerade das Osterfest feierten, und anschließend die beiden Kämpfer Busr ibn Abī Artāt al-ʿĀmirī und Habīb ibn Maslama al-Fihrī in die Ghūta von Damaskus aussandte, die dann ihre Dörfer mit Krieg überzogen.
Im Mai 634 fiel die südlich von Damaskus gelegene oströmische Festung Bostra, bald befanden sich die noch verbliebenen oströmischen Truppen in Syrien auf dem Rückzug. Nach einer bewaffneten Auseinandersetzung bei Mardch as-Suffar im Süden der Ghūta zogen die muslimischen Truppen gegen Damaskus. Nach al-Balādhurī geschah dies Mitte des Monats Muharram des Jahres 14 der Hidschra (= Mitte März 635).

## Eroberung der Stadt
Die Quellenlage hinsichtlich der eigentlichen Eroberung von Damaskus ist äußerst problematisch und wird in der neueren Forschung kontrovers diskutiert.  
Die Ereignisse sind aufgrund der teilweise überaus widersprüchlichen und nicht eindeutigen Quellenaussagen nur schwer zu rekonstruieren. Von christlicher Seite sind nur spärliche knappe Berichte erhalten. Die ausführlicheren arabischen Berichte stammen aus späterer Zeit und vermitteln ein sehr uneinheitliches Bild; teils wird der Name des Eroberers nicht genannt oder kein genaues Datum genannt.
Einigen Angaben zufolge kam es zu einer sechs Monate dauernden Belagerung, die im August/September 635 mit der Kapitulation der Stadt endete. 
Hier sind vor allem Fragen der arabischen Kommandohierarchie von Bedeutung. Andere Berichte sprechen nicht direkt von einer Belagerung, wohl aber von einer Eroberung der Stadt und betonen die Bedeutung des arabischen Befehlshabers. Dabei wird auch von einer militärischen Eroberung und einer anschließenden diplomatischen Einigung mit der christlichen Bevölkerung der Stadt berichtet. In der dritten Tradition spielen vor allem diese Verhandlungen eine zentrale Rolle. Als Kommandeur der oströmischen Truppen der Stadt soll ein gewisser Thomas fungiert haben.
Jens Scheiner hat alle verfügbaren Quellen in einer umfassenden Studie gründlich untersucht und kam zu einem recht nüchternen Ergebnis. Als relativ gesichert kann demnach nur gelten, dass Damaskus im Jahr 635 an die muslimischen Eroberer fiel und es in diesem Zusammenhang anscheinend zu einer vertraglichen Vereinbarung kam, die das Öffnen der Tore zur Bedingung machte und Schutzrechte für die christliche Bevölkerung beinhaltete. Eine Belagerung und Erstürmung der Stadt fand demnach aber nicht statt.